# احمد معمارزاده
احمد معمارزاده (۱۳۰۴-) وزیر بازرگانی در دولت نظامی غلامرضا ازهاری بود.

## تحصیلات
معمارزاده دارای لیسانس حقوق از دانشگاه تهران و فوق لیسانس و دکترای اقتصاد بود.

## سوابق کاری
احمد معمارزاده فعالیت خود را از سال ۱۳۳۹ در بانک ملی ایران و هم‌زمان با تأسیس این بانک شروع کرد و بعد از تشکیل بانک مرکزی به این بانک منتقل و به سمت به معاونت اداره نظارت بر امور ارزی منصوب شد. سپس به وزارت اقتصاد رفت و بعد از تشکیل وزارت بازرگانی در سال ۱۳۵۳ به عنوان امور بازرگانی و بعد معاونت در تجارت خارجی فعالیت کرد تا سال ۱۳۵۶ در زمان ریاست حسنعلی مهران به‌عنوان قائم‌مقام بانک مرکزی انتخاب شد. او در سال ۱۳۵۶ در کابینه نظامی ارتشبد ازهاری به سمت وزیر بازرگانی برگزیده شد.